# Konrad Näf
Konrad Näf (auch Conrad Näf; * 9. September 1789 in Kappel am Albis; † 6. März 1832 in Yverdon-les-Bains, Kanton Waadt) war ein Schweizer Pädagoge, Gehörlosenlehrer und Dichter. Er gilt als Begründer der ersten Knabentaubstummenanstalt in Yverdon.

## Leben und Werk
Hans Konrad Näf wurde als Sohn von Heinrich Näf und seiner Frau Anna Elisabeth Müller in Kappel am Albis im Kanton Zürich geboren. In Zürich besuchte er die Volksschule. Er wechselte danach auf die Alte Kantonsschule Aarau, das älteste nichtkirchliche Gymnasium der Schweiz, wo er als Jugendlicher den späteren Mediziner und Botaniker Johannes Jacob Hegetschweiler kennenlernte. Mit diesem verband ihn eine lebenslange Freundschaft. Sein Lehrer an der Kantonsschule in Aarau war der deutsche Lehrer Ernst August Evers, der für ihn zum Vorbild und Mentor wurde. 
Nach seiner Schulzeit in Aarau leitete er eine Zeitlang den Unterricht eines Taubstummen. Danach ging er nach Paris und studierte dort die Methode des Abbé de l’Epée, einem Pionier der Gehörlosenpädagogik. Zurück in der Schweiz, schloss er sich dem Pädagogen Johann Heinrich Pestalozzi an, der 1804 sein Institut nach Yverdon-les-Bains in den Kanton Waadt verlegt hatte. Er wurde dort sein Schüler und in dessen Instituten auch als Lehrer ausgebildet und eingesetzt. Von 1810 an arbeitete Konrad Näf selbst als Taubstummenlehrer in Yverdon. Er gründete am 1. Juli 1811 mit der Unterstützung Pestalozzis eine eigene Taubstummenanstalt in Yverdon, wo er rund zehn Schüler betreute. 1817 wurde das Institut unabhängig.
Im Jahre 1826 wurde Näf die goldene Verdienstmedaille des Kantons Waadt verliehen. Konrad Näf gilt in der Schweiz als Pionier der Bildung hör- und sprechbehinderter Kinder und Jugendlicher. Neben seiner Berufung zum Pädagogen hatte sich Näf auch den schönen Künsten zugewandt, der Poesie. 1813 publizierte er seinen Gedichtband Poetische Versuche im Verlag Orell Füssli, der im Jahr 1825 noch einmal in einer zweiten vermehrten und erweiterten Auflage veröffentlicht wurde.
Im März 1832 verstarb Konrad Näf im Alter von 42 Jahren in Yverdon-les-Bains in der Schweiz. Aus der Ehe mit Charlotte Friderike Katharina Franziska Schärer entstammt der in Yverdon geborene Sohn (1821–1892).

## Auszeichnung
- 1826: Verdienstmedaille des Kantons Waadt

## Schriften (Auswahl)
- Poetische Versuche. Lyrik. Orell Füßli & Co, Zürich, 1813
- Poetische Versuche. Lyrik. 1825 (zweite vermehrte und erweiterte Auflage)